# Liste der Olympiasieger im Polo
Die Liste der Olympiasieger im Polo listet alle Medaillengewinner der Wettbewerbe im Polo bei Olympischen Sommerspielen auf. Polo war zwischen 1900 und 1936 insgesamt fünfmal als olympische Sportart vertreten.

## Liste der Medaillengewinner
| Olympische Spiele | Gold | Silber | Bronze |
| ----------------- | --- | --- | --- |
| 1900 (II)         | Gemischte Mannschaft (Foxhunters Hurlingham) John George Beresford Denis Daly Foxhall Keene Frank Mackey Alfred Rawlinson | Gemischte Mannschaft (BLO Polo Club Rugby) Walter Buckmaster Frederick Freake Jean de Madre Walter McCreery 0                            | Gemischte Mannschaft (Bagatelle Polo Club de Paris) Robert Fournier-Sarlovèze Frederick Agnew Gill Maurice Raoul-Duval Édouard de Rothschild |
| 1900 (II)         | Gemischte Mannschaft (Foxhunters Hurlingham) John George Beresford Denis Daly Foxhall Keene Frank Mackey Alfred Rawlinson | Gemischte Mannschaft (BLO Polo Club Rugby) Walter Buckmaster Frederick Freake Jean de Madre Walter McCreery 0                            | Gemischte Mannschaft (Mexico) Eustaquio Escandón Manuel Escandón Pablo Escandón William Wright                                               |
| 1904 (III)        | keine olympische Sportart                                                                                                 | keine olympische Sportart | keine olympische Sportart |
| 1908 (IV)         | Großbritannien (Roehampton Club)Charles Miller George Miller Patteson Nickalls Herbert Wilson                             | Großbritannien (Hurlingham Club)Walter Buckmaster Frederick Freake Walter Jones John Wodehouse                                           | – |
| 1908 (IV)         | Großbritannien (Roehampton Club)Charles Miller George Miller Patteson Nickalls Herbert Wilson                             | Großbritannien (Ireland)Hardress Lloyd John McCann Auston Rotheram Percy O’Reilly                                                        | – |
| 1912 (V)          | keine olympische Sportart                                                                                                 | keine olympische Sportart | keine olympische Sportart |
| 1916 (VI)         | Olympische Spiele ausgefallen (Erster Weltkrieg)                                                                          | Olympische Spiele ausgefallen (Erster Weltkrieg)                                                                                         | Olympische Spiele ausgefallen (Erster Weltkrieg)                                                                                             |
| 1920 (VII)        | GroßbritannienFrederick W. Barrett Vivian Lockett Tim Melvill John Wodehouse 0                                            | SpanienÁlvaro de Figueroa José de Figueroa Hernando Fitz-James Stuart y Falcó Jacobo Fitz-James Stuart y Falcó Leopoldo Saínz de la Maza | Vereinigte StaatenTerry de la Mesa Allen Arthur Harris Nelson Margetts Jack Montgomery 0                                                     |
| 1924 (VIII)       | ArgentinienGuillermo Naylor Arturo Kenny Juan Miles Jack Nelson Enrique Padilla                                           | Vereinigte StaatenElmer Boeseke Tommy Hitchcock Fred Roe Rodman Wanamaker 0                                                              | GroßbritannienFrederick W. Barrett Denis Bingham Frederick Guest Percival Wise 0                                                             |
| 1928 (IX)         | keine olympische Sportart                                                                                                 | keine olympische Sportart | keine olympische Sportart |
| 1932 (X)          | keine olympische Sportart                                                                                                 | keine olympische Sportart | keine olympische Sportart |
| 1936 (XI)         | ArgentinienManuel Andrada Roberto Cavanagh Luis Duggan Andrés Gazzotti                                                    | GroßbritannienDavid Dawnay Bryan Fowler Humphrey Guinness William Hinde                                                                  | MexikoJuan García Julio Müller Antonio Nava Alberto Ramos                                                                                    |

## Ranglisten

### Mehrfache Medaillengewinner
| Rang | Name                 | Nation                                 | Gold | Silber     | Bronze |
| ---- | -------------------- | -------------------------------------- | ---- | ---------- | ------ |
| 1.   | John Wodehouse       | Großbritannien                         | 1920 | 1908       |        |
| 2.   | Frederick W. Barrett | Großbritannien                         | 1920 |            | 1924   |
| 3.   | Walter Buckmaster    | Gemischte Mannschaft ( Großbritannien) |      | 1900, 1908 |        |
| 3.   | Frederick Freake     | Gemischte Mannschaft ( Großbritannien) |      | 1900, 1908 |        |

### Nationenwertung
| Rang | Nation               | Gold | Silber | Bronze | Gesamt |
| ---- | -------------------- | ---- | ------ | ------ | ------ |
| 1.   | Großbritannien       | 2    | 3      | 1      | 6      |
| 2.   | Argentinien          | 2    | –      | –      | 2      |
| 3.   | Gemischte Mannschaft | 1    | 1      | 2      | 4      |
| 4.   | Vereinigte Staaten   | –    | 1      | 1      | 2      |
| 5.   | Spanien              | –    | 1      | –      | 1      |
| 6.   | Mexiko               | –    | –      | 1      | 1      |